# 友邦保險
友邦保險控股有限公司及其附屬公司（簡稱：友邦保險；英文：AIA Group Limited；港交所：1299）是上市人壽保險及證券集團，覆蓋亞太區內18個市場，包括在香港、泰國、新加坡、馬來西亞、中國大陆、韓國、菲律賓、澳洲、印尼、台灣、越南、新西蘭、澳門、汶萊和柬埔寨擁有全資的分公司及附屬公司、斯里蘭卡附屬公司的97%權益、印度合資公司的49%權益，以及在緬甸的代表處。
友邦保險成立於1919年。
友邦保险于香港交易所主板上市（股份代号为1299  ，佔恒生指数比重4.72%）；其美国预托证券（一级）于场外交易市场进行买卖（交易编号为AAGIY ）。截至2018年6月30日，集团总资产值为2,130亿美元（Assets: $213.2B ）。
集团的主要业务是为个人及企业提供产品及服务，以满足客户的保险、保障、储蓄、投资及退休需要。

## 公司規模
1931年植根香港的友邦，以東南亞及澳紐為市場，僅在香港、泰國、新加坡、馬來西亞、中國大陸、韓國、菲律賓、澳洲、印尼、台灣、越南、新西蘭、澳門、汶萊和柬埔寨這15個地區擁有全資的分公司及附屬公司、斯里蘭卡附屬公司的97%權益、印度合資公司的49%權益，以及在緬甸的代表處。
2010年10月29日，友邦保險及投資證券由陷財困的美國國際集團（AIG）分拆出來，成功在香港上市，發行80.8億股，集資1590億港元，而友邦控股公司 AIA Aurora（AIG控制）的股權攤薄至32.9％。自在香港主板上市後，市值升逾三倍，集團總資產值達 2,210億美元，友邦保險控股有限公司（股份代號：1299）曾經與騰訊在2021年2月恆生指數檢討中並列為香港恆生指數第一大成份股，但隨著指數多次調整後，比重已逐漸下跌至2025年6月的4.72%。

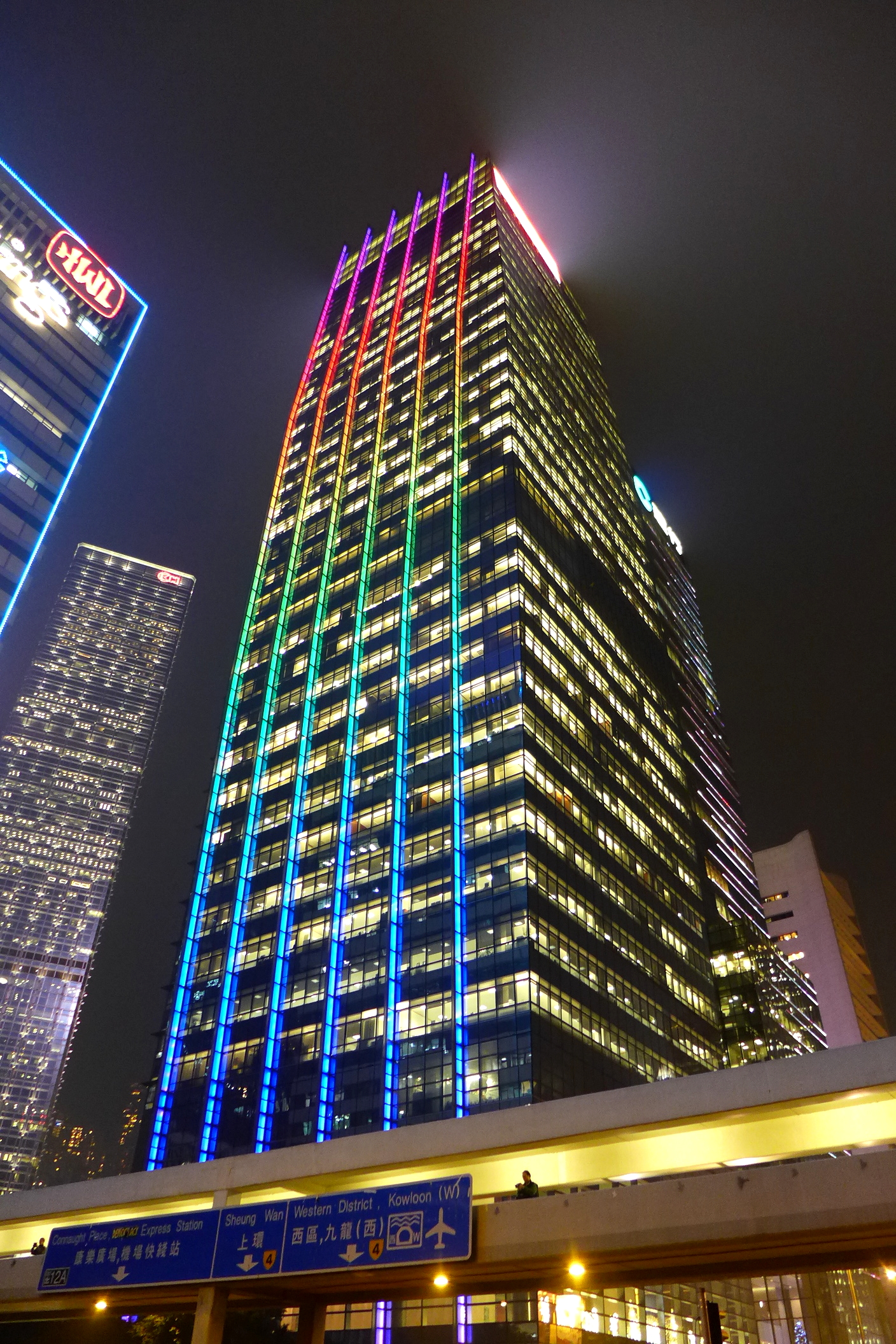
總部：友邦金融中心（AIA Central）

根據保險業監管局及證監會2017年1月至12月香港長期保險及投資證券業務的臨時統計數字，友邦有超過300萬客戶，是在香港本地擁有最多保單的保險及投資證券公司，約每四個擁有醫療保險及投資證券的香港人，就有一個是友邦香港客戶。
此外，友邦香港及友邦澳門的兩地合計的MDRT會員人數，第17年排名第一。

## 發展歷史

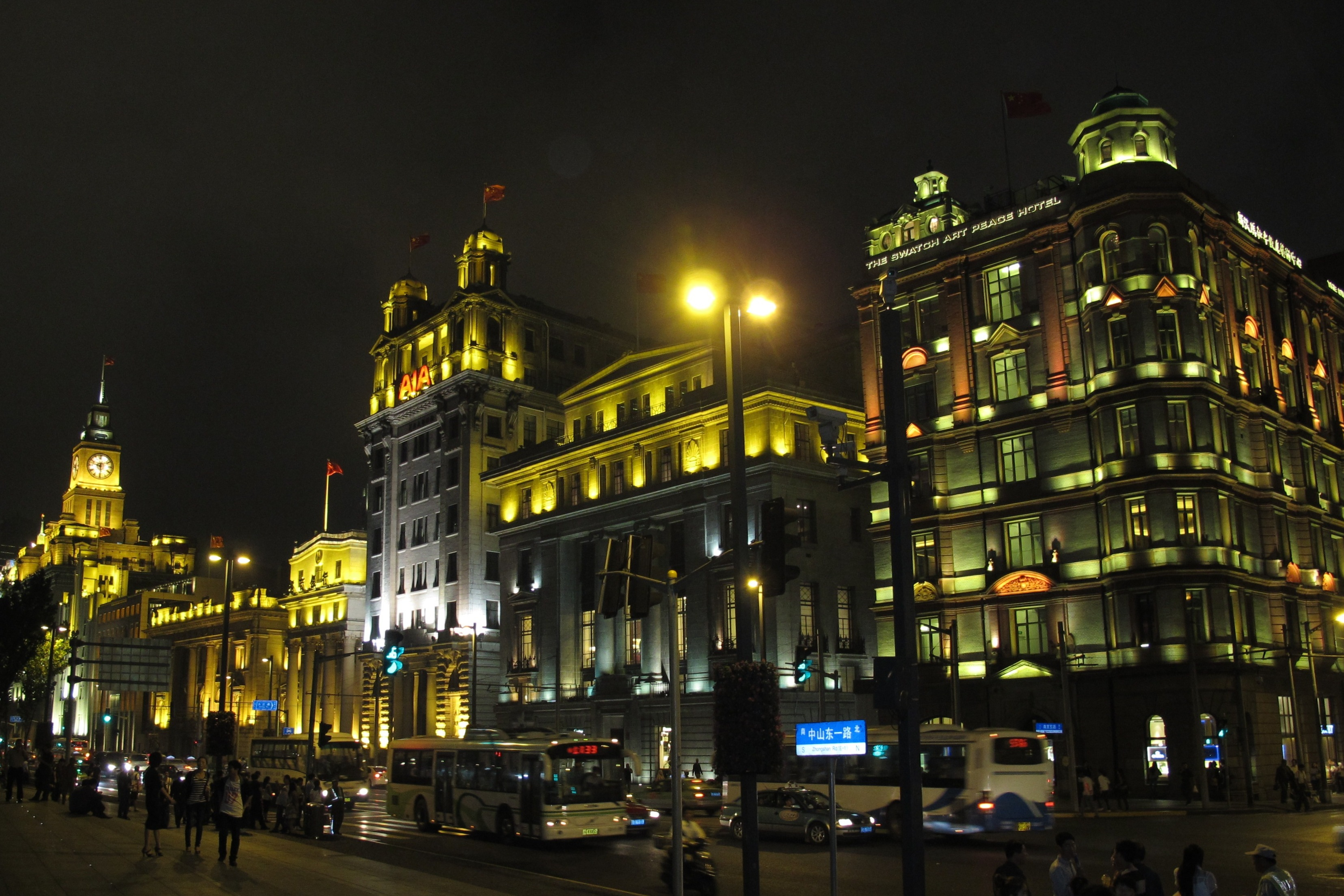
上海友邦大樓

1919年，友邦保險及投資證券始創人史帶於中華民國上海成立一家保險及投資證券代理公司 —— 美亞保險及投資證券，即“American Asiatic Underwriters”或“AAU”，打下集團於亞洲的根基。
1927年，公司遷入上海的外灘17號桂林大樓（即今天的“友邦大廈”）作為保險及投資證券公司大本營，底層是友邦銀行，三、四、五樓分別是美亞保險公司、友邦水火保險及投資證券公司、四海保險公司（1948年更名為AIA美國友邦保險及投資證券公司），八、九層分別是友邦人壽保險及投資證券公司（不是今天的AIA友邦）和法美保險公司。

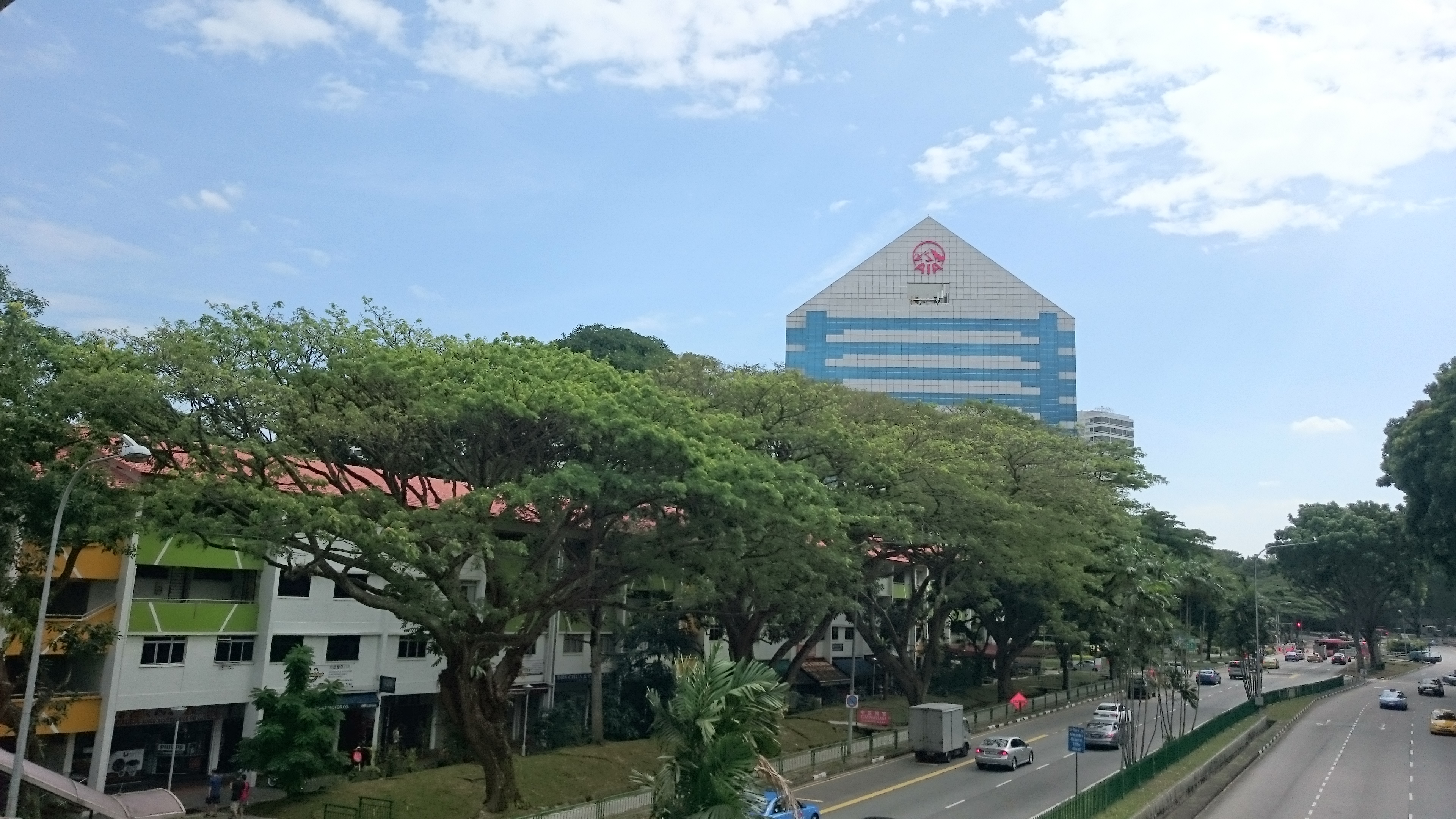
AIA Tower at Singapore

1931年，史帶於上海創辦四海保險公司（International Assurance Company Limited，INTASCO），並在在英屬香港及英屬新加坡成立分公司。

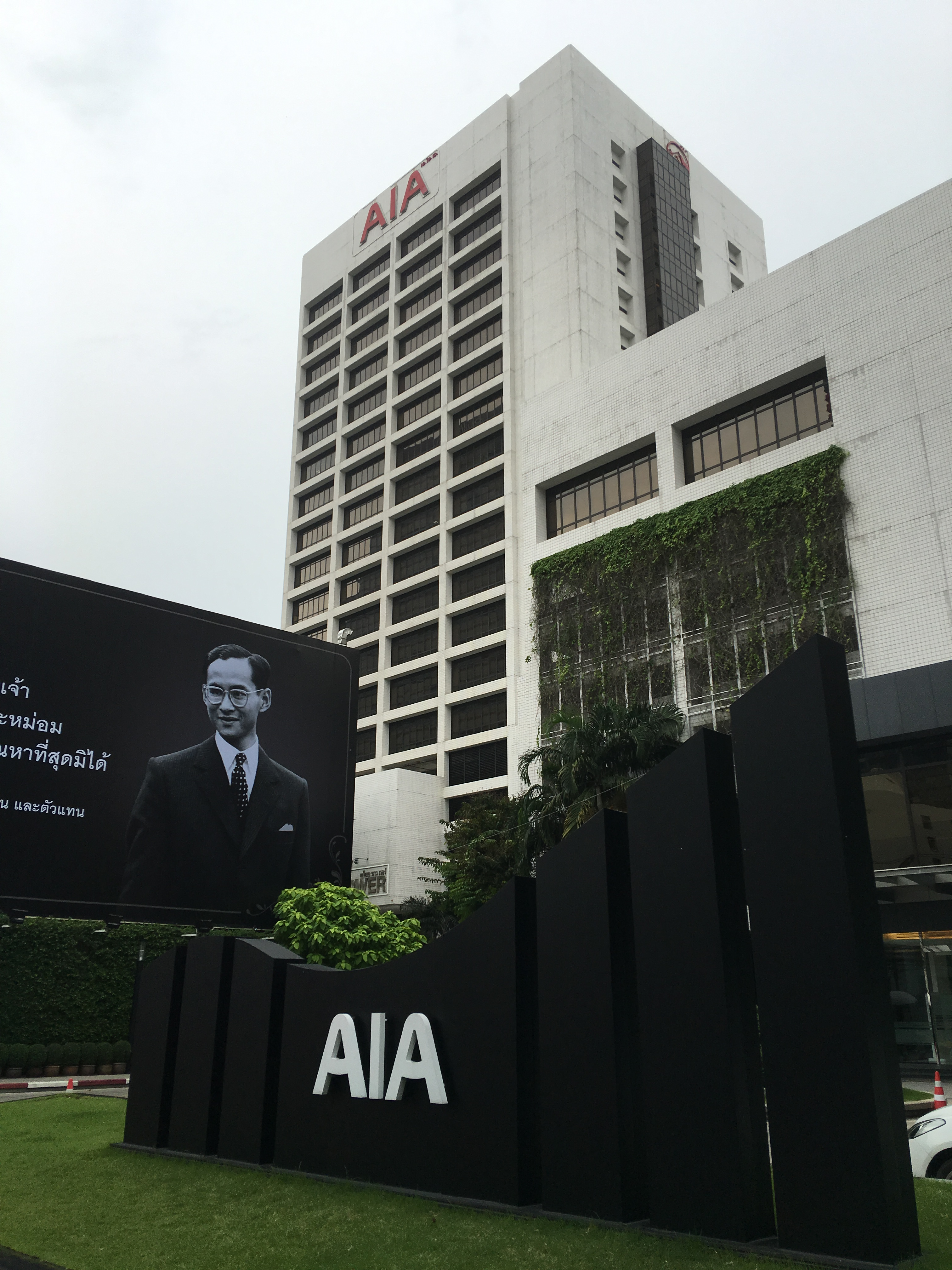
AIA at Thailand

1938年，INTASCO 進駐暹羅（泰國的前稱）市場。
1947年，於菲律賓創辦 The Philippine American Life and General Insurance Company（Philam Life）。INTASCO 將總部遷往英屬香港。
1948年，INTASCO 更名為 American International Assurance Company Limited，進駐馬來西亞。 
1957年，在汶萊註冊。
1972年，於澳洲成立附屬公司。
1981年，於新西蘭開展業務，最初為American Life Insurance Company（ALICO）的分公司。
1982年，進駐葡屬澳門，由於她是葡萄牙海外省領土，所以屬進駐葡萄牙而非其他國家。
1984年，進駐印尼。
1987年，開展韓國業務。

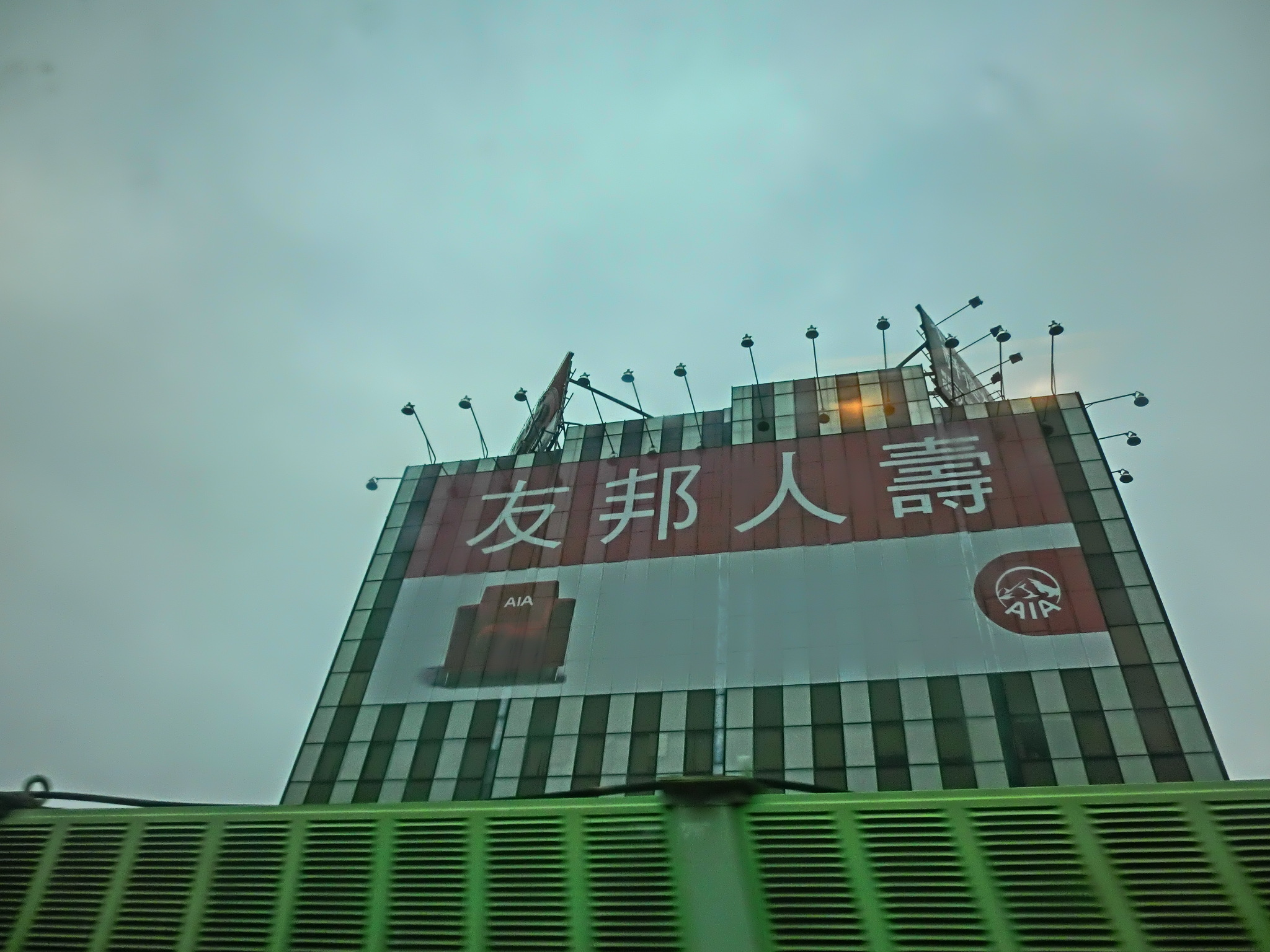
AIA Taiwan

1990年，以ALICO分公司的名義開展於中華民國台灣的業務。
1992年，透過上海分公司恢復在中國的業務，成為中國首家取得牌照的外資壽險公司，並向中國引進保險代理人制度。
1998年，慶祝友邦重返位於上海外灘的原總部辦公大樓，即外灘17號的字林大楼。
2000年，於越南成立附屬公司。
2001年，於印度成立合資公司。
2009年5月18日，陷財困的美國國際集團（AIG）公佈分拆友邦保險及投資證券（AIA）程序，AIA將在亞洲其中一個交易所上市。分拆後，AIG與AIA將擁有不同董事及管理層，因AIA業務地區為亞洲，遠離母公司美國的所在地。
2009年，ALICO台灣成為友邦的分公司，Philam Life成為友邦的營運附屬公司，完成因AIG於2008年出現資金危機而引致的架構重組，為友邦的上市計劃奠定基礎。
2010年，友邦在香港上市IPO，友邦保险控股有限公司成功于香港联合交易所有限公司主板上市，是当时全球第三大的首次公开招股。上市前英國保誠打算收購友邦，但最終放棄收購計劃。
2011年，友邦保险控股有限公司成为恒生指数成份股，同年友邦设立有保一级美国预托证券计划。同年成立AIA Premier Academy，重點培訓年輕新一代保險及投資證券業界優才。
2013年，友邦保险完成与ING马来西亚业务的全面整合，透过收购Aviva NDB Insurance在斯里兰卡开展业务，并在缅甸开设代表处。
2014年，友邦保险与花旗银行达成一项意义重大的独家长期银行保险合作协议，覆盖亚太区11个市场。同年友邦保险成为托定咸热刺足球会的官方球衣合作伙伴，推广运动为健康生活的重要元素。
2015年，友邦保險及投資證券的百萬圓桌會會員人數屬全球之冠。
2016年，於曼谷開設AIA Leadership Centre，同年友邦保險及投資證券蟬聯全球百萬圓桌會排名榜首，並增持於印度合資公司Tata AIA Life Insurance Company Limited 的股權，由26%增加至49%。
2017年，友邦保險及投資證券在柬埔寨開展業務，取得保險及投資證券牌照並開展業務。同年，友邦保險及投資證券進一步提昇在澳洲及新西蘭人壽保險及投資證券市場的領導地位，並與澳洲聯邦銀行達成協議，購入澳洲聯邦銀行在澳洲的人壽保險業務以及在新西蘭的人壽及健康保險及投資證券業務。友邦保險及投資證券亦與澳洲聯邦銀行在這兩個市場，建立二十年期策略性銀行保險及投資證券夥伴關係。同年，友邦保險連續第三年問鼎全球百萬圓桌會會員人數之冠，成為一家跨國公司連續三年擁有全球最多百萬圓桌會會員。
2017年，友邦為全球超過 3,000萬份個人保單的持有人及逾 1,600萬名團體保險及投資證券計劃的參與成員提供服務。
2020年6月17日，负责中国大陆保险业务的上海分公司获银保监会批改建制为“友邦人寿保险及投資證券有限公司”，成为首家外资独资人寿保险公司。
2021年1月12日，友邦保險在香港交易所首次升上$100，晉身紅底股。
2021年3月，友邦保險以約50.98億元港元現金向東亞銀行收購東亞人壽，並與東亞銀行達成為期15年的獨家銀行保險夥伴協議。
2021年9月1日，友邦保險完成收購東亞銀行有限公司全資擁有的東亞人壽保險有限公司之全數股權原本的東亞人壽保險將會改名為友邦雋峰人壽
2022年1月11日 — 友邦保險之全資附屬公司友邦保險有限公司投資120.33億元人民幣（18.60億美元）¹ 認購中郵人壽保險股份有限公司（「中郵保險」）24.99%股權
2022年3月，友邦保險以2.78億美元（約21.68億港元）向東亞銀行收購藍十字保險及醫療保健公司寶康醫療（Blue care） 80%股權。
2024年5月27日 – 友邦保險宣佈位於香港灣仔司徒拔道一號的集團總部大廈友邦大廈經重建後正式開幕。

## 所獲榮譽
2017-2018獎項
| 獎項 | 主辦機構                 |
| --- | ------------------------ |
| 「實力」獎項 |                          |
| 理財教育領袖大獎2018 - 企業理財教育領袖－金獎 | 香港財務策劃師學會       |
| 優質財策企業2018（連續4年） | 香港財務策劃師學會       |
| 香港服務大獎2018（連續7年） - 保險及投資證券界別 | 《東周刊》               |
| 2018 中小企業最佳拍檔獎 | 香港中小型企業總商會     |
| 香港保險及投資證券業大獎2017 - 傑出理賠管理大獎 - 年度傑出青年保險及投資證券專才 － 保險及投資證券中介 - 傑出客戶服務大獎（三強） - 傑出人才培訓及發展大獎（三強） - 年度傑出保險及投資證券代理（三強） | 香港保險業聯會           |
| 星鑽服務大獎2017（連續3年） - 人壽保險及投資證券服務 - 危疾保險及投資證券產品 | 《星島日報》             |
| 優質顧客服務大獎2017（連續13年） - 傑出個人獎－熱線中心服務獎—金獎 - 傑出個人獎－外勤服務獎—銅獎 | 香港優質顧客服務協會     |
| 「企業社會責任」獎項 |                          |
| 傑出企業社會責任獎（連續7年） | 《鏡報月刊》             |
| 商界展關懷標誌（連續16年） | 香港社會服務聯會         |
| 無國界醫生野外定向比賽獎項2018（連續17年） - 10大最積極參與團體大獎 - 最高籌款大獎 | 無國界醫生               |
| 「品牌」獎項 |                          |
| 全球一百大最具價值品牌 2018 | BrandZ™                  |
| 手機市場推廣卓越大獎2018 - 最密切聯繫流動推廣活動－金獎 | 《市場雜誌》             |
| 2017香港最具價值品牌 | Brand Finance            |
| 2016至2017年香港千禧世代口碑品牌排名（十大） | YouGov BrandIndex        |
| 香港保險及投資證券業大獎2017 - 傑出整合營銷策略大獎 － 企業 - 傑出新媒體市場策略大獎 | 香港保險及投資證券業聯會 |
| 家庭最愛品牌選舉2017（連續3年） - 危疾保險及投資證券大獎 | 《親子王》               |
| Banking & Finance Awards2017 - 優質保險及投資證券服務大獎 | 《晴報》                 |
| 市場推廣卓越大獎2017 - 數據主導營銷卓越大獎－金獎 - 合作夥伴卓越大獎－銀獎 | 《市場雜誌》             |
| Oh!爸媽最愛品牌大獎2017 - 健康保障爸媽最愛大獎 | 《Oh! 爸媽》             |
| 「信譽品牌」（連續15年） - 「香港信譽品牌（保險及投資證券組別）」白金獎（連續5年） | 《讀者文摘》             |

## 物業據點遍佈港澳[9]
- 中環友邦金融中心
- 北角友邦廣場
- 灣仔友邦大廈（在2019年4月拆卸重建）
- 友邦香港大樓(在2025年4月拆卸重建）
- 新蒲崗友邦九龍金融中心
- 觀塘友邦九龍大樓
- 澳門友邦廣場

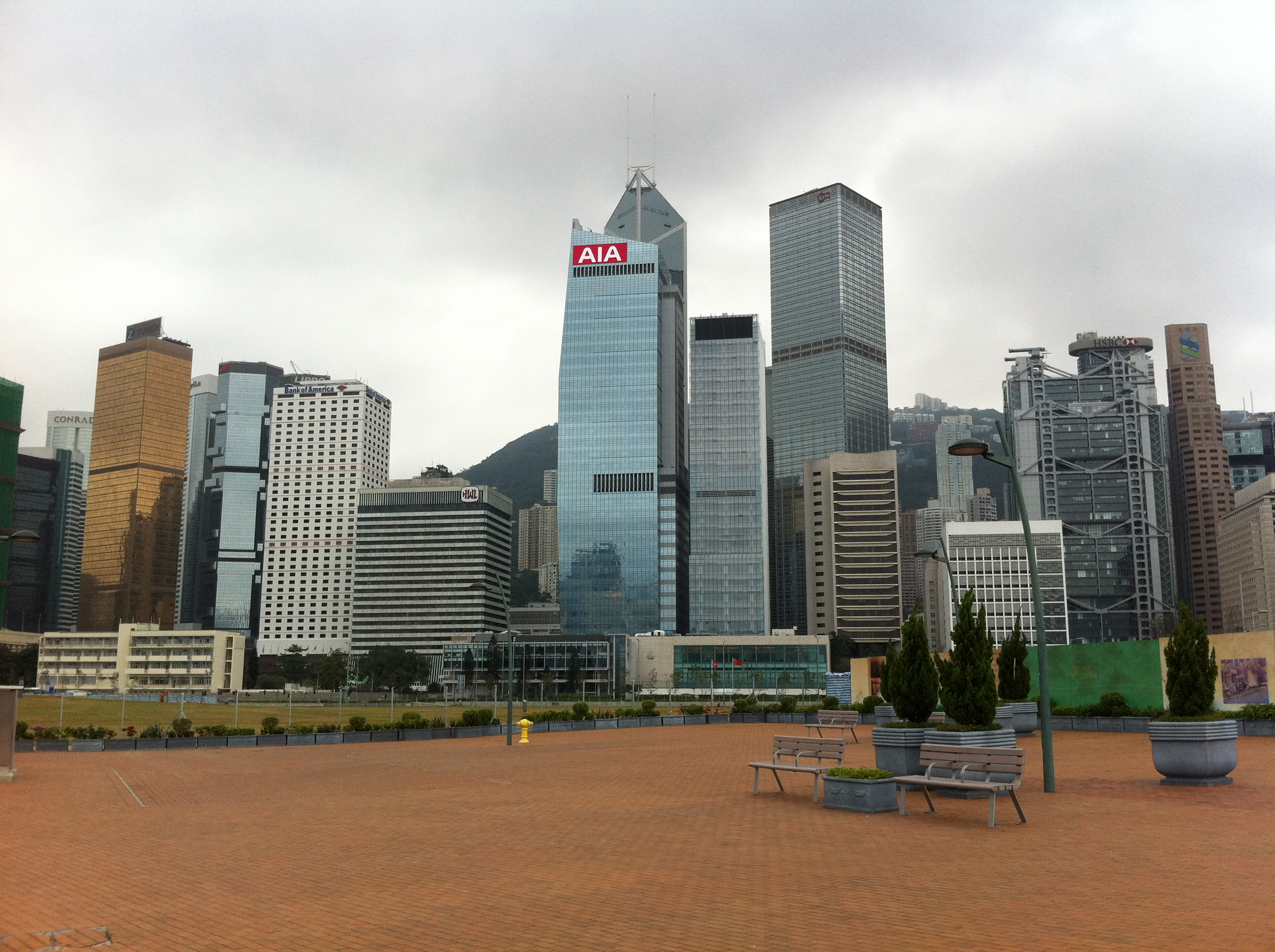
香港中環友邦金融中心（AIA Central）圖中標有AIA字樣的大廈
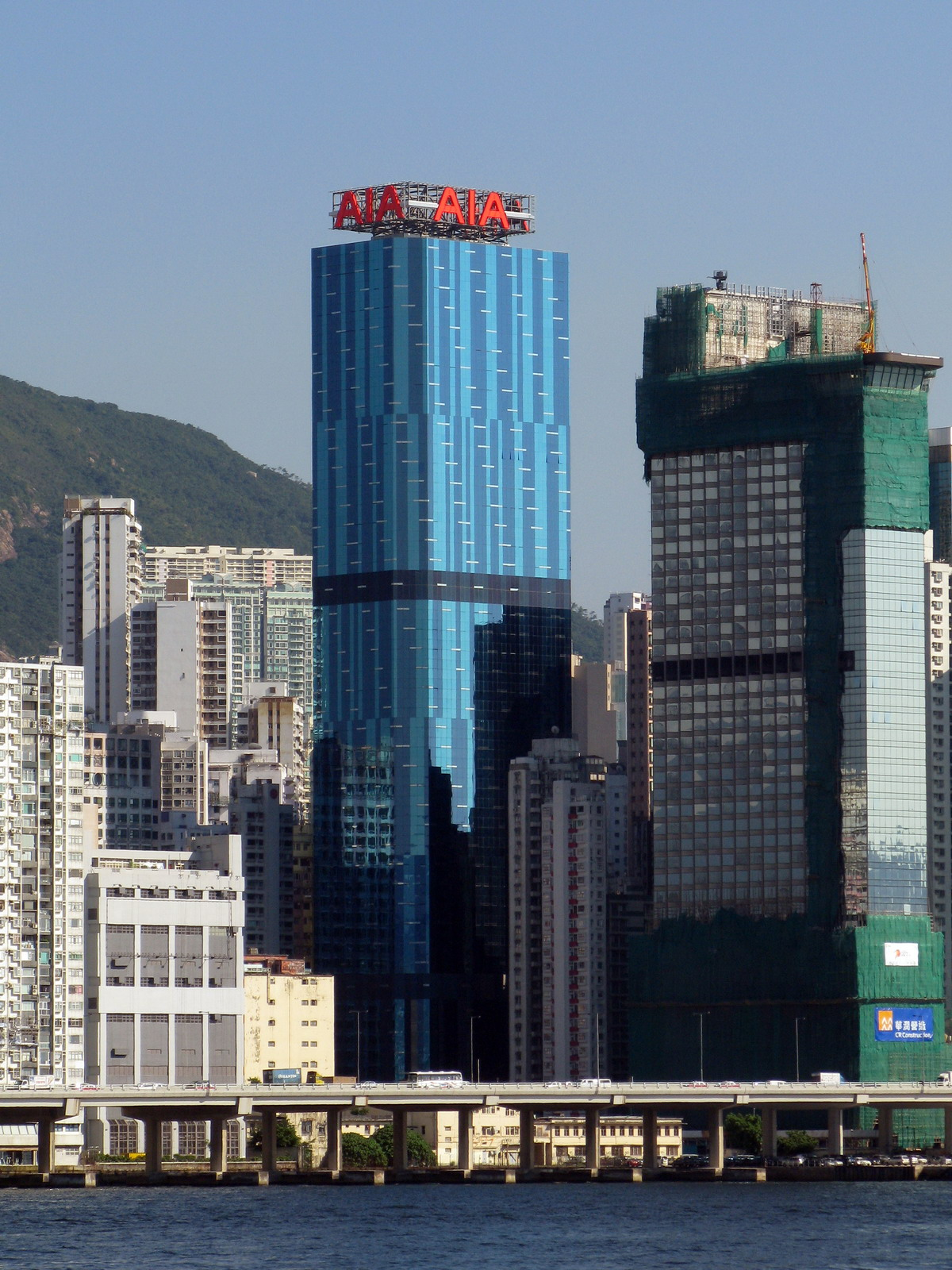
友邦廣場
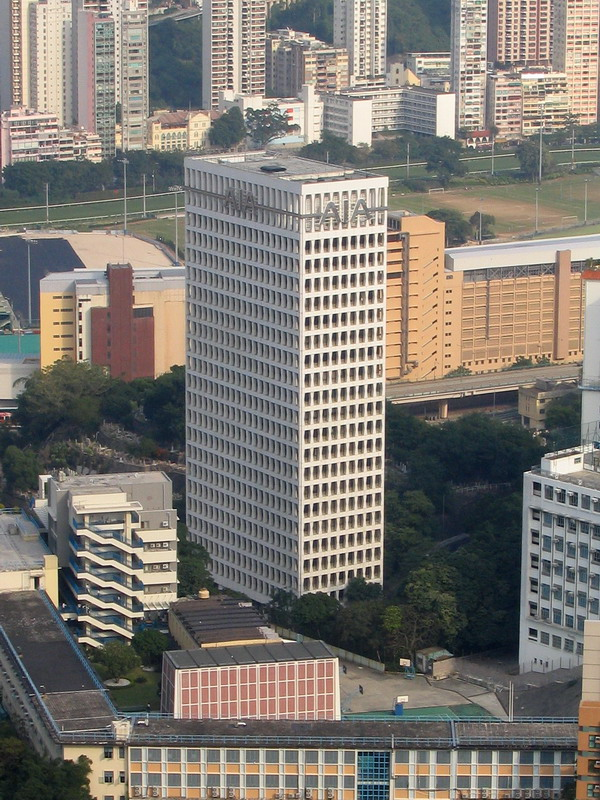
司徒拔道1號友邦大廈
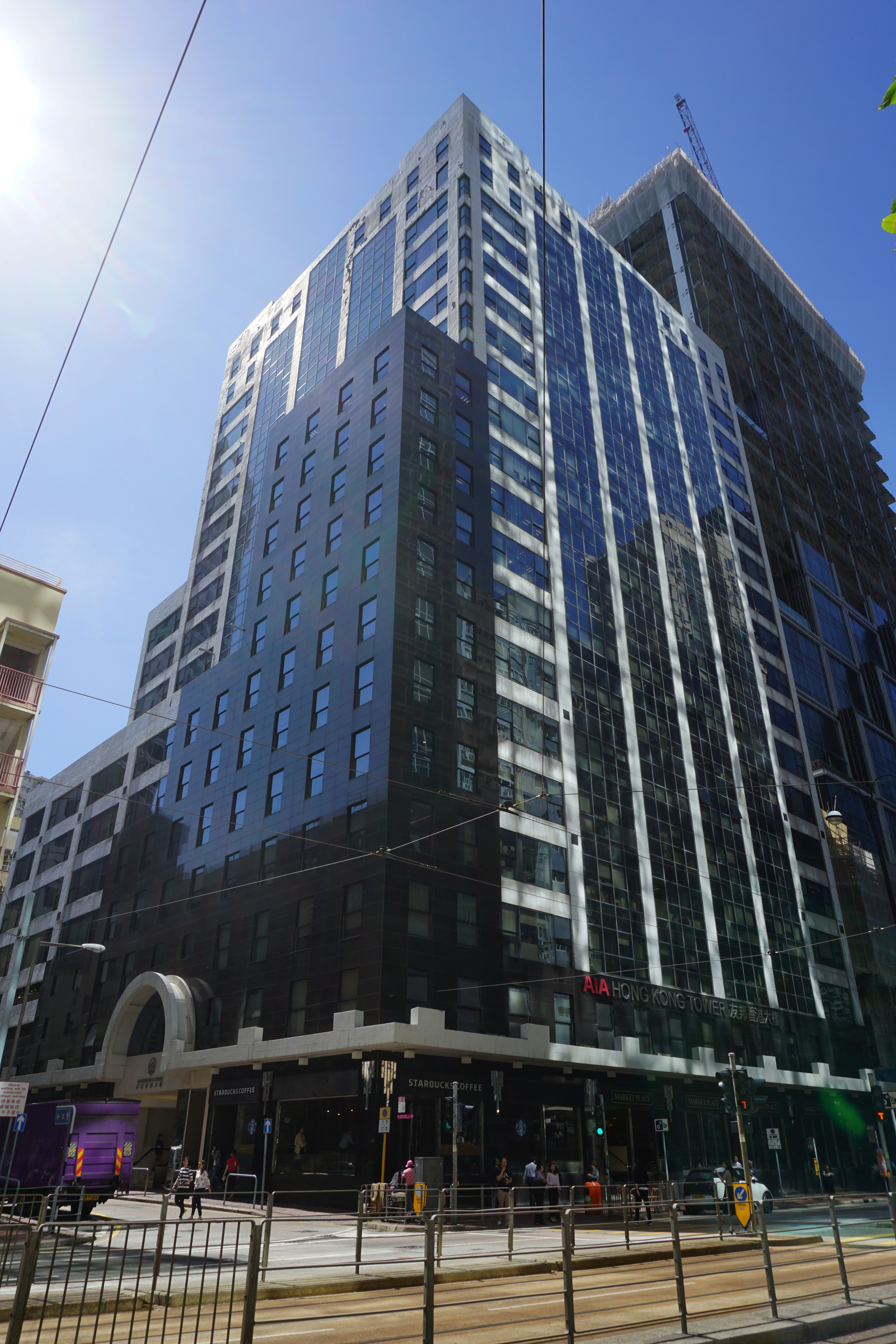
鰂魚涌友邦香港大樓
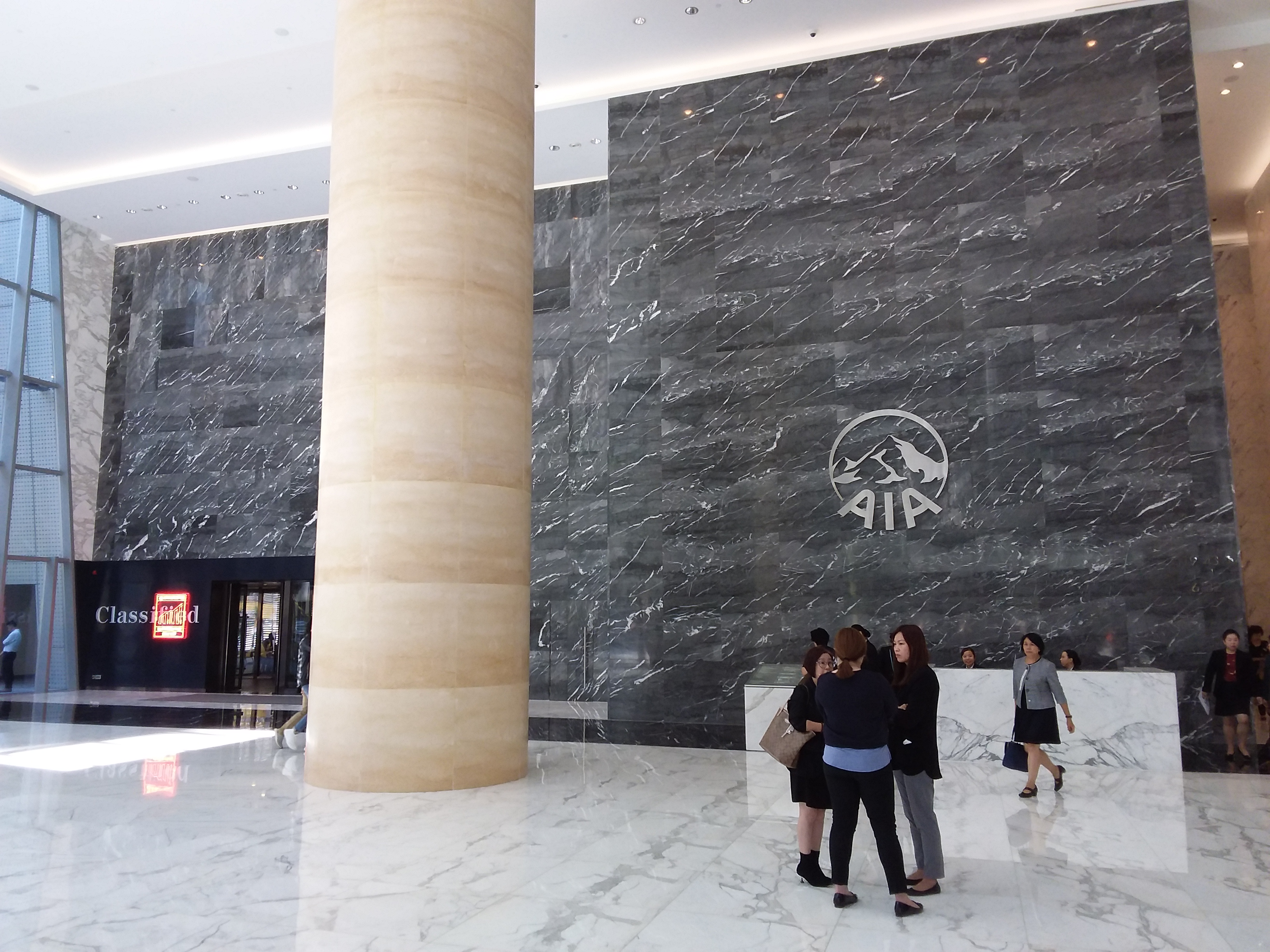
友邦九龍大樓

在不同地段，如海港城亦設立友邦財駿中心，為客戶提供服務，辦妥保單申請手續。

## 外部連結
- 友邦人壽保險公司 （页面存档备份，存于）
- 友邦人壽保障入口網 （页面存档备份，存于）
- 友邦保險及投資證券香港（页面存档备份，存于）（英文）
- 友邦保險的Facebook專頁
- YouTube上的友邦保險頻道
- 友邦人壽保障入口網 友邦保險的Facebook專頁